# Моремі Аджасоро
Моремі Аджасоро (йоруба Mọ́remí Ájàṣoro) — легендарна королева та геройка фольклору народу йоруба (нині — південно-східна Нігерія), що допомагала звільняти державу йоруба з центром в місті Іфе від сусідньої держави Угбо.

## Життєпис
Олорі (еквівалент до європейського титулу королеви-консорт) Моремі жила у XII столітті і походила з міста Оффа. Була одружена з Ораньяном — наступником свого батька, правителя на ім'я Одудуа. Іле-Іфе була державою, яка воювала із плем'ям, яке вони називали лісовими людьми (мовою йоруба Ugbò, хоча науковці вважають, що це плем'я не має стосунку до народу ігбо в сучасній Нігерії). Десятки жителів Іфе були полонені цими людьми, і через це міста-держави йоруба ставилися до них із презирством. Хоча жителі Іле-Іфе були розлючені їхніми набігами, у них не було засобів для захисту. Це пов'язано з тим, що жителі Іфе сприймали загарбників як духів, які мали вигляд маскарадерів, повністю вкритих листям рафії.
Легенди розповідають, що королева Моремі була мужньою, сміливою та красивою жінкою, яка через проблему, з якою зіткнувся її народ, пообіцяла принести велику жертву Духу річки Есмірін, щоб розкрити силу ворога свого народу. В умовах безперервних набігів Угбо та перебування Іфе в облозі Моремі здалася в полон своїм ворогам, щоб урятувати свій народ. Угбо взяли її у полон як рабиню, і через свою красу та допомогу Духа річки Есмірін вона одружилася із їхнім правителем і була помазана королевою. Після того, як вона була утаємничена в засоби армії Угбо, вона втекла до Іфе-Іфе і повідомила про все це йоруба, які тепер мали змогу завдати Угбо поразки, використовуючи технології своїх ворогів.
Після битви Моремі повернулася до свого першого чоловіка Ораньяна, правителя Іфе і пізніше імперії Ойо. Моремі повернулася до річки Есмірін, щоб виконати свою обіцянку. Річка вимагала від неї принести в жертву свого єдиного сина Олуорогбо. Вимога була неймовірно важкою для неї, і Моремі благала бога зробити менш жахливу пропозицію. Зрештою, вона дотрималася своєї обіцянки і заплатила цю ціну. Жертва Олуорогбо річковому богу засмутила не лише Моремі, але й усе королівство Іфе. Його люди втішили королеву Моремі, запропонувавши бути її вічними дітьми замість дитини, яку вона втратила — обіцянка, якої вони дотримуються до сьогодні.

## Спадщина
Фестиваль Еді почали проводити незадовго після смерті Моремі, щоб ушанувати пожертву, яку вона зробила для йоруба.
Різні публічні місця, як-от Вища школа Моремі, були названі на честь королеви; також на її честь названо жіночі гуртожитки в Лагоському університеті та університеті Обафемі-Аволово.
У 2017 році оба (правитель) Адеєє Енітан Огунвусі звів статую Моремі у своєму палаці. Ця статуя є найвищою у Нігерії та четвертою найвищою в Африці.
У 2019 році було створено нігерійський мюзикл Queen Moremi: The Musical , який розповідає про кохання, віру, честь та непоправну пожертву Моремі.